# IC 3405
IC 3405 ist eine Spiralgalaxie vom Hubble-Typ Sa? im Sternbild Canes Venatici. Die Entfernung zur Milchstraße beträgt schätzungsweise 530 Millionen Lichtjahre.
Entdeckt wurde das Objekt am 11. Juni 1896 vom französischen Astronom Stéphane Javelle.